# Jean-Jacques Willmar
Pour les articles homonymes, voir Willmar.
Jean-Jacques Willmar, né le 6 mars 1792 à Luxembourg (Pays-Bas autrichiens) et mort le 20 novembre 1866 dans la même ville, est un juriste, avocat et homme d'État luxembourgeois, président du Conseil de gouvernement en fonction du 2 décembre 1848 au 22 septembre 1853.

## Biographie
Né en 1792 à Luxembourg, Jean-Jacques Willmar est le second des cinq fils de l'homme politique Jean-Georges Willmar (1763-1831), gouverneur du Luxembourg de 1817 à 1830 sous le règne de Guillaume Ier. Il est le frère de Jean-Pierre Willmar, futur ministre de la Guerre belge, d'Étienne Willmar et Léonard Willmar.
En 1814, il obtient sa licence en droit à l'université de France de Paris et devient avocat au barreau de Luxembourg. Il est nommé juge auprès du tribunal de Luxembourg en 1824.
De 1830 à 1839, alors que ses frères Jean-Pierre, Étienne et Léonard participent à la révolution belge, Jean-Jacques Willmar quant à lui reste fidèle, tout comme son père au roi des Pays-Bas Guillaume Ier, à une époque où une grande partie du Luxembourg voulait rejoindre le nouvel État belge.
En 1840, il est nommé procureur général. De 1841 à 1848, il est nommé membre de l'Assemblée des États, et en 1848, il est le représentant du Luxembourg au Parlement de Francfort en raison de l'appartenance du grand-duché à la Confédération germanique.
Du 2 décembre 1848 au 23 septembre 1853, il est désigné d'abord à titre provisoire président du Conseil de gouvernement du Luxembourg, administrateur général des Affaires étrangères, de la Justice et des Cultes — tout en étant chargé des affaires de l'Instruction publique — avant d'être confirmé dans ses fonctions par un arrêté royal grand-ducal de février 1850. Norbert Metz, administrateur général des Finances, chargé provisoirement des Affaires militaires est pro-belge et s'oppose à l'adhésion du Luxembourg à la Confédération germanique et au Zollverein. Celui-ci exerce une grande influence sur la politique étrangère, ce qui entraîne des tensions avec l'Allemagne. Les relations avec les Pays-Bas se sont également détériorées après la mort de Guillaume II en 1849. Son fils, Guillaume III, envoie son frère le prince Henri pour représenter les intérêts de la Couronne néerlandaise au grand-duché et mène une politique strictement conservatrice et réactionnaire avant de contraindre le gouvernement à démissionner en septembre 1853. Au cours de son mandat, le président du Conseil décide d'introduire le franc au lieu du florin comme unité de compte du gouvernement. En 1854, les premières pièces luxembourgeoises sont frappées.
À partir du 28 novembre 1857, Jean-Jacques Willmar est membre du Conseil d'État nouvellement fondé par le roi grand-duc Guillaume III, et le reste jusqu'à sa mort le 26 novembre 1866 à Luxembourg.

## Décoration
- Commandeur de l'ordre de la Couronne de chêne[4] (1842, Luxembourg)